# Шушари (Санкт-Петербург)
Шуша́ри (рос. Шуша́ры, від фін. Suosaari — болотиста підвищеність) — селище, муніципальне утворення у складі Пушкінського району Санкт-Петербурга. Розташований на південь від Санкт-Петербурга, частково на Пулковських висотах.
Чисельність населення за переписом 2002 року складала 15 843 осіб.
У селищі розташовані залізнична станція Шушари, станція метро «Шушари», поштове відділення, відділення Сбербанку Росії.

## Економіка
На промисловому майданчику, розташованому в Шушарах, діє завод зі складання автомобілів Toyota Motor Corporation.
7 листопада 2008 року завершилось будівництво заводу General Motors, що має випускати 70 тисяч автомобілів в рік. В цей проект було вкладено 300 мільйонів доларів. У наступному році з'являться Chevrolet Captiva, Opel Antara та Astra, а з 2009 року — новий седан компакт-класу Chevrolet Cruze шушарського складання.
Також планується будівництво іще одного автоскладального заводу компанії Suzuki Motor Corporation, а також — розміщення ряду підприємств з виробництва автокомплектуючих.
У листопаді 2010 року в промисловій зоні Шушар було офіційно запущено завод Сканія-Пітер із виробництва вантажних автомобілів. Інвестиції в будівництво склали дещо більше 10 мільйонів євро. На заводі складають самоскиди та шасі вантажівок різноманітного призначення. Окрім цього, планується розпочати виробництво тягачів. Підприємство розраховане на складання 6,5 тисяч автомобілів в рік, а у подальшому — до 10 тисяч.
На території селища розташований сільськогосподарський виробнийчий кооператив «Шушари» — виробник овочів та м'ясо-молочної продукції.

## Наука і освіта
- Школа:
  - Загальноосвітня школа № 459.
- Заклад вищої освіти:
  - Академія менеджменту та агробізнесу Нечорноземної зони РФ.

## Транспорт
- 3 жовтня 2019 року відкрита станція метро «Шушари» Фрунзенсько-Приморської лінії Петербурзького метрополітену. Станцію планувалося ввести в експлуатацію до 2012 року[4].
- На теперішній час ведеться будівництво дороги від селища до Петербурзького шосе, що дасть змогу дістатись міста Пушкін, оминаючи Пулковське шосе[5].